# Vittex

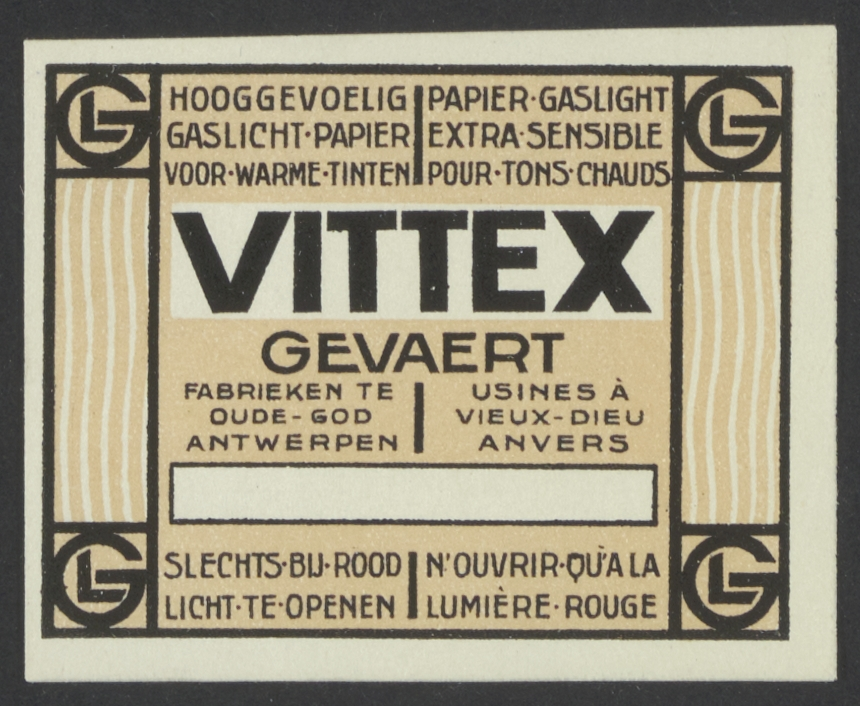
Verpakking fotopapier Vittex, geproduceerd door Agfa-Gevaert, collectie FOMU Fotomuseum Antwerpen, 001-GEV 0056 0006 img-005

Vittex, ook gekend als Vittex D, is een soort fotopapier dat ontwikkeld werd door Gevaert. Vittex was verkrijgbaar als snelwerkend contactpapier of als traagwerkend vergrotingspapier. Het werd geproduceerd met een zilverchlorobromide-emulsie.

## Ontstaan
Vittex werd gedeponeerd als merk op 19 februari 1920. Het was de laatste papiersoort die werd ontwikkeld door L. Gevaert & Co. voor het bedrijf van naam veranderde. Het fotopapier bleef in productie tot de fusie met Agfa in 1964.

## Eigenschappen
Vittex werd verkocht in negen varianten. De kleur van de onderlaag varieerde van wit tot chamois, de weerschijn van het papier tussen mat en halfmat, en de structuur van het oppervlak tussen ruw en glad. Daarnaast was een glanzende variant verkrijgbaar, die qua weerschijn glansde en geen speciale oppervlaktestructuur bezat.
In een gewone metol-hydrochinon ontwikkelaar geeft het papier een mooie warmzwarte tint (nog warmer dan die van Gevarto of Gevatone). Daarnaast kan het ontwikkeld worden met rechtstreekse omkleuring, waarmee sepiatinten verkregen werden.

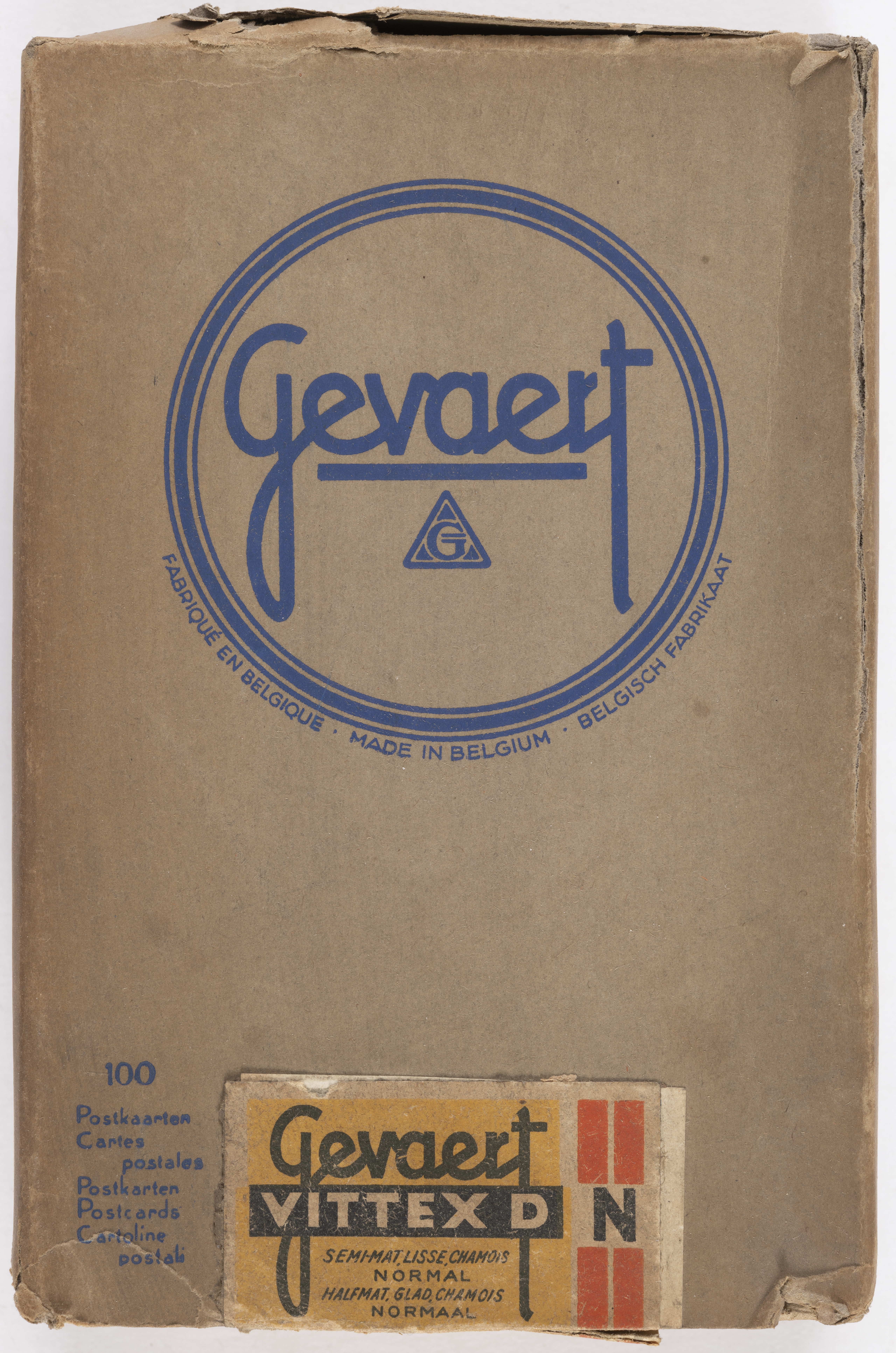
Verpakking fotopapier Vittex.D, geproduceerd door Agfa-Gevaert, collectie FOMU Fotomuseum Antwerpen, F 2014 729 r